# Словообразование в словацком языке
Словообразова́ние в слова́цком языке́ (словац. tvorenie slov) — система словопроизводства, основанная на характерных для словацкого языка словообразовательных типах и моделях. К основным и наиболее продуктивным способам словообразования относят аффиксацию (прежде всего суффиксацию), конверсию (субстантивацию имён прилагательных и причастий), словосложение и аббревиацию.

## Аффиксация
Способ аффиксации  в словацком языке (derivácia, odvodzovanie) является самым продуктивным способом словообразования. Он включает такие основные виды, как суффиксальное (let → letieť «лететь», kniha → knižka), префиксальное (beh → priebeh, písať → zapísať) и префиксально-суффиксальное словообразование (krídlo «крыло» → okrídliť «окрылить, воодушевить», hrad → podhradie). Последний вид представляет собой префиксацию в сочетании с суффиксацией. 
Мотивированное (производное) слово (odvodené slovo) при аффиксации, как и при других способах словообразования, производится от словообразующей основы (slovotvorný základ) мотивирующего (производящего) слова (základové slovo) при помощи словообразовательного форманта (slovotvorný formant). В аффиксальном способе формантом является аффикс (afix) — суффикс (prípona, sufix), префикс (predpona, prefix) и их сочетания. Мотивированные слова образуются как от немотивированного (непроизводного) слова (neodvodené slovo) (ryba «рыба» – rybka «рыбка», ryba – rybací, ryba - rybár «рыбак, рыболов», ryba - rybník «пруд»), так и от мотивированного слова, которое одновременно является мотивирующим (rybár – rybársky – rybárstvo; rybník — rybnikár «рыбовод» — rybnikárstvo «рыбоводство»). Основа может быть либо частью мотивирующего слова (doba – obdobie), либо может полностью с ним совпадать (tvar – útvar). 

### Суффиксация
Суффиксация широко представлена в словообразовании как имён, так и глаголов. 
К наиболее продуктивным суффиксам, используемым при образовании имён существительных, относятся -teľ, -č/-áč, -ec, -ár, -ák, -an, -ka, -ičk(a), -ik, -ník, -osť, -stv(o). Например, при помощи суффикса -teľ от имён образуется слово učiteľ «учитель», priateľ «друг», от глаголов — hlásateľ «глашатай, диктор», čitateľ «читатель», zberateľ «собиратель»; при помощи -č/-áč от имён — fuzač «усач»; от глаголов — udavač «доносчик», rozkrádač «расхититель», hadač «гадальщик»; при помощи -ec от имён — horliviec «энтузиаст, фанатик», от глаголов — chodec «пешеход», umelec «художник»; при помощи -ár от имён — lampár «фонарщик», hvezdár «астроном», от глаголов — rezbár «резчик по дереву»; при помощи -ák от имён — čudák «чудак», chudák «бедняк», от глаголов — tulák «бродяга», jedák «едок»; при помощи -an; при помощи -ka от имён — hŕstka «горстка», rúčka «ручка», svinka «свинка», ulička «улочка»; при помощи -ičk(a) от имён — chirurgička «хирург (о женщине)»; при помощи -ik от имён — znáčik «значок», krôčik «шажок»; при помощи -ník от имён — lesník «лесничий, лесовод», mliečnik «молочник», školník «школьный подсобный рабочий», от глаголов — pracovník «работник»; при помощи -osť от имён — múdrosť «мудрость», mladosť «молодость», pozostalosť «наследие»; при помощи -ctv(o)/-stv(o) от имён — darebáctvo «лентяйство», obyvateľstvo «население». Также характерными для образования имён существительных суффиксами в словацком языке являются: -ba — prosba «просьба», mlatba «молотьба», liečba «лечение», chodba «коридор»; -ca — radca «советник», sudca; -ok — súdok «бочонок», kvietok «цветок», začiatok «начало»; -ko — hoviadko «скотинка», uško «ушко»; -ek — palček «пальчик» и т. д.
Наиболее распространёнными суффиксами, с помощью которых образуются имена прилагательные, являются суффиксы -n(ý), -teľn(ý) (nočný «ночной», hôrny «лесной», denný, podzemný, farebný «цветовой, цветной», badateľný «заметный», lodný «корабельный»); -ový (ľudový «народный»); -sk(ý), -ick(ý) (banský «шахтёрский», pánsky «мужской», detský «детский», lyrický «лирический», demokratický «демократический», schematický «схематический»); -av(ý) (slzavý «слезливый», krvavý «кровавый»); -at(ý) (chlpatý «волосатый») и т. д.
Суффиксальное образование глаголов от имён представлено такими производными словами, как слова с суффиксами -ovať (hladovať «голодать»), -iť (končiť, farbiť «красить», ukloniť sa «поклониться»), -ieť (chudobnieť «беднеть», rozumieť «понимать») и т. д. От глагольных основ с помощью суффиксов образуются такие глаголы, как chválievať «(часто) хвалить», buchnúť «хлопнуть», rypnúť «копнуть», capnúť «шлёпнуть», počúvať «слушать», kupovať «покупать» и т. д. 
С помощью форманта -ie образуются отглагольные существительные,  мотивированные основой страдательного причастия. В словацкой грамматической
традиции они рассматриваются в рамках глагольной парадигмы: chytanie «ловля», siatie «сеяние», kosenie «кошение», zvýšenie/zvyšovanie «повышение (результат/процесс)», obviňovanie sa «взаимные обвинения».
При помощи суффиксов, таких, как, например, -o, -e, -sky, производится образование наречий: veselo, minule, ľudsky.
Для словообразовательных типов той или иной части речи характерны определённые словообразовательные значения. В частности, для слов, образованных с помощью суффиксации, выделяются типы со значением «название места» — с таким значением наиболее продуктивны типы имён существительных с суффиксами -áreň, -iareň: obrazáreň «картинная галерея», cukráreň «кондитерская», tlačiareň «типография», udiareň «коптильня»; значение «название орудия» представлено в типах имён существительных с продуктивными суффиксами -dl(o), -č/-áč: čerpadlo «насос, помпа»; vypínač «выключатель», zaradovač «скоросшиватель»; значение «название предмета» характерно для типов имён существительных с продуктивными суффиксами -in(a), -ovin(a): zlučenina «(химическое) соединение», kyselina «кислота», rakovina «рак»; значение «название лиц женского пола, образованных от наименований лиц мужского пола» представлено  именами существительными с суффиксами -ka, -kyňa, -yňa, -ička: sluha «слуга» → slúžka «служанка»,  učiteľ «учитель» → učiteľka «учительница», Grék → Grékyňa, sok → sokyňa, sudca → sudkyňa, chirurg → chirurgička.
Имена существительные, образованные от одного и того же суффикса, могут иметь разные словообразовательные значения или же иметь частные словообразовательные значения с образованием семантических подтипов в рамках словообразовательного типа. Например, имена существительные с суффиксом ička образуют словообразовательный тип с уменьшительным значением (включая уменьшительно-ласкательное): mištička, kytička, redkvička, Anička. Одновременно с этим имена существительные с суффиксом ička объединяются в группу слов, называющих лиц женского пола, в том числе представительниц профессий, образованных от наименований лиц мужского пола: geológ → geologička, chirurg → chirurgička, pedagóg → pedagogička, pracovník → pracovníčka.

### Префиксация
Префиксация в словацком языке является менее распространённым способом словообразования, чем суффиксация. Наиболее продуктивна префиксация при образовании глаголов. Наиболее часто глаголы образуются при помощи префиксов vy-, na-,  pri-, u-, z-, zo-, s-, pod-, od-, do-, o-, roz-, pre-, v-, za-: vybrať «выбрать», vycvičiť, napísať «написать», priniesť «принести», urobiť «сделать», zmúdrieť «поумнеть», zohnúť sa «согнуться», stratiť «потерять», schváliť «одобрить», podplatiť «подкупить», podľahnúť «поддаться», odniesť «отнести», odrezávať «отреза́ть», dokončiť, dopísať, osoliť «посолить»,  rozhrešiť «отпустить грехи», rozsekať «разрубить». При образовании имён префиксация является менее распространённым способом, чем при образовании глаголов: имена существительные (pradedo «прадед», nadporučík «старший лейтенант», nadprodukcia «перепроизводство»), имена прилагательные (premúdry «очень мудрый», priúzky «слишком узкий»).

### Префиксально-суффиксальный способ
Префиксально-суффиксальный способ сравнительно широко представлен в образовании глаголов. Словообразовательным формантом при данном способе является аффикс, включающий одновременно приставку и суффикс: skvalitniť «повысить качество», zovšeobecniť «обобщить», sprísnieť «стать строгим». Также данным способом образуются имена существительные, например: územie, podvozok.

## Словосложение
Словосложение (kompozícia, skladanie) является сравнительно распространённым способом словообразования, который характерен главным образом для имён существительных и имён прилагательных: zemepis «география», dobrodruh, samoobsluha «самообслуживание», drevorubač «лесоруб», rýchlooprava «срочный ремонт», vetrolam «ветрозащитная полоса», jemnocit «чуткость», skalopevný «непреклонный», bledoružový «бледно-розовый», okoloidúci «прохожий» и т. д.
Соединительное словообразовательное значение при словосложении объединяет значения компонентов слова в одно целостное сложное значение: nový «новый» и vek «эпоха, период, возраст, век» → novovek «новое время, наше время, современная эпоха».
Значительное число сложных слов (zložené slová) в словацком языке образуется при помощи интерфикса (interfix, spájacia morféma, interfigovaná morfa) -о-, который известен во всех славянских языках. Данная морфема указывает на связь компонентов в слове: zverolekár, krutovládca «тиран, деспот», plynovod, kosoštvorec «ромб», vzducholoď, snehobiely. В ряде случаев интерфикс может быть нулевым: webstránka, minisukňa, rádioprijímač, časolet, vodovod, hydroelektráreň. Возможны и другие интерфиксы при образовании сложных слов в словацком языке, например, -e- и -i-: zemeguľa, lomidrevo.
Часть сложных слов согласно правилам словацкой орфографии пишется через дефис: slovensko-nemecký, žlto-zelený, Rakúsko-Uhorsko, bielo-modro-červený, vedecko-technický.
В современном словацком языке способ словосложения применяется всё чаще. При этом корнями (основами) при словосложении в последнее время часто являются не только исконные словацкие, но и иноязычные (интернациональные) основы в сочетании со словацкими: autodoprava, vzduchotechnika «воздухотехника», medzikontinentálny «межконтинентальный», stereoprístroj «стереоприбор», vodoinštalatér «водопроводчик».
Сложением образуются помимо прочего сложные количественные числительные, у которых опорный компонент представляет собой основу числительных «десять» (dsať, desiat) и «сто» (sto): tridsať «тридцать», päťdesiat «пятьдесят», štyristo «четыреста», sedemsto «семьсот».

## Суффиксально-сложный способ
Суффиксально-сложный способ (kombinácia odvodzovania a skladania) представляет собой сложение в сочетании с суффиксацией:  životopisný, webstránkový, novoveký, tisícnásobný «тысячекратный», jedenásťmiestny «одиннадцатиместный», štvorročný «четырёхлетний».

## Сращение
При сращении сложные слова во всех своих формах по морфемному составу полностью тождественны синонимичному словосочетанию: pravdepodobný. 

## Универбация
При универбации (univerbizácia) одним словом выражается комплекс значений, соответствующий значению сочетания слов. Чаще всего в словацком языке в качестве мотивирующего словосочетания выступает сочетание имени прилагательного с именем существительным. При этом основой мотивированного слова является основа имени прилагательного, а формантом является словообразовательный суффикс. Наиболее распространены мотивированные слова с суффиксами -ka, -čka, -ák / -iak, -ár / -iar: asfaltová cesta – asfaltka, tlačová konferencia – tlačovka, minerálna voda – minerálka, panelový dom – panelák.

## Конверсия
Словообразование способом конверсии (konverzia) производится без использования аффиксов путём перехода имён прилагательных и причастий в разряд имён существительных (субстантивация): chyžná «горничная», strážny «караульный», prísediaci «заседатель», hostinská «хозяйка ресторана», údené «копчёное мясо», cestovné «командировочные».

## Аббревиация
Способ аббревиации (skracovanie, abreviácia) наибольшую активность получил в современном словацком языке. Этот способ включает буквенные аббревиатуры: OSN — от Organizácia Spojených národov Организация объединённых наций, SAV — от Slovenská akadémia vied Словацкая академия наук, ZOH — от Zimné olympijské hry Зимние Олимпийские игры, SR — от Slovenská republika Словацкая республика, SOU Stredné odborné učilište профессиональное училище, SNP Slovenské národné povstanie «словацкое национальное восстание», NBS Národná banka Slovenska Национальный банк Словакии и т. п. и слоговые аббревиатуры: TANAP — от Tatranský národný park Татранский национальный парк, Slovnaft — от Slovenská nafta «Словнафт», CHEMKO chemický kombinát «химический комбинат» и т. п.
В разговорной речи в словацком языке возможно образование производных слов как от слоговые, так и от буквенных аббревиатур. Например, SĽUK — от Slovenský ľudový umelecký kolektív «Словацкий коллектив народного творчества» — sľukár «участник Словацкого коллектива народного творчества». Также в разговорной речи аббревиатуры подвергаются словоизменению: člen SĽUK-u «член Словацкого коллектива народного творчества», o TANAP-e «о Татранском национальном парке», z Chemka «с химкомбината», idem do NBS-ky «иду в банк NBS».

## Морфонологические явления
Дополнительными к основным средствам словообразования, создающим различия мотивирующего (производящего) и мотивированного (производного) слов, выступают морфонологические различия. Они характерны только для некоторой части словообразовательных типов. К ним относят, в частности чередование).
Количественное чередование гласных: /a/ ~ /ā/ (zahradiť «загородить» — záhrada «сад»; /u/ ~ /ū/ (sud «бочка» — súdok «бочонок»); /i/ ~ /ī/ (vybrať «выбрать» — výber «выбор»); /ā/ ~ /a/ (hádať «гадать» — hadač «гадальщик»); /ē/ ~ /e/ (schéma «схема» — schematický «схематический»); /ō/ ~ /o/ (próza «проза» — prozaický «прозаический»); /ī/ ~ /i/ (blýskať «блестеть, сверкать» — blyskač «лютик, блесна»); /ū/ ~ /u/ (údiť «коптить» — udiareň «коптильня»).
Качественно-количественное чередование гласных: /ä/, /a/ ~ /i̯a/ (päť «пять» — piaty «пятый», začať «начать» — začiatok «начало»); /a/ ~ /i̯e/ (podľahnúť «поддаться» — podliehať «поддаваться»);
/e/ ~ /i̯e/ (streknúť «брызнуть» — striekať «брызгать»); /o/ ~ /ā/: (dovoz «подвоз» — dovážať «подвозить»); /o/ ~ /u̯o/ (krok «шаг» — krôčik «шажок»); /i/ ~ /i̯e/ (svitať «светать» — svietiť «светить»); /ie/ ~ /e/ (zbierať «собирать» — zberateľ «собиратель»).
Качественные чередования гласных: /i/ ~ /e/ (visieť «висеть» — vešať «вешать»); /i/ ~ /o/ (hniť «гнить» — hnoj «навоз»; /i̯e/ ~ /ā/ (priniesť «принести» — prinášať «приносить»).
Чередования согласных: /ť/ ~ /t/ (masť «жир» — mastný «жирный»); /ď/ ~ /d/ (chodiť «ходить» — chodba «коридор»); /ľ/ ~ /l/: palec «палец» — palček «пальчик»; /n’/ ~ /n/ (sviňa «свинья» — svinka «свинка»); /s/ ~ /š/ (dnes – dnešný, vysoký «высокий» — vyšný «верхний»); /z/ ~ /ž/ (nízky «низкий» — nižný «нижний»); /c/ ~ /č/ (noc «ночь» — nočný «ночной»); /k/ ~ /č/ (ruka «рука» — rúčka «ручка», vták – vtáčik); /h/ ~ /ž/ (roh «угол» — rožný «угловой», noha – nôžka); /x/ ~ /š/ (černoch «негр» — černošský «негритянский»).